# مايكل مكغرادي
مايكل مكغرادي (بالإنجليزية: Michael McGrady)‏ هو ممثل أمريكي، ولد في 30 مارس 1960 في الولايات المتحدة.

## أعمال

### أفلام
- (1997) بركان[4]
- (2002) نصف ميت

## وصلات خارجية
- مايكل ماكجريدي على موقع IMDb (الإنجليزية)
- مايكل ماكجريدي على موقع إن إن دي بي (الإنجليزية)
- مايكل ماكجريدي على موقع قاعدة بيانات الفيلم (الإنجليزية)